# ادوارد سی دیکنسون
ادوارد کلایو دیکنسون (زادهٔ ۶ مارس ۱۹۳۸) پرنده‌شناس بریتانیایی متخصص در آرایه‌شناسی پرندگان جنوب شرق آسیا است.

## زندگی‌نامه
ادوارد دیکینسون در سال ۱۹۳۸ در پاژه پریش، برمودا، پسر لیونل گیلبرت دیکنسون و آیلین دیکنسون خواهر بارلو به دنیا آمد. او در مدرسه وست مینستر تحصیل کرد. پس از ترک مدرسه، او از سال ۱۹۶۲ به عنوان مدیر محصول شرکت Pronesiam در بانکوک مشغول به کار شد. در سال ۱۹۶۵ با دوروتی سوپر ازدواج کرد که از او صاحب دو فرزند شد. از سال ۱۹۶۸ تا ۱۹۷۰، او سردبیر بولتن تاریخی ملی انجمن سیام بود. در سال ۱۹۷۱، دیکینسون به نستله نقل مکان کرد و تا سال ۱۹۷۳ به عنوان مدیر پروژه در آنجا کار کرد. از سال ۱۹۷۳ تا ۱۹۷۵، او برای فیلیپرو در مانیل کار کرد.
در سال ۱۹۷۵، دیکینسون نخستین کتاب پرنده‌شناسی خود را با نام «راهنمای میدانی برای پرندگان جنوب شرقی آسیا» با همکاری بن اف کینگ منتشر کرد. در سال ۱۹۹۱، کتاب «پرندگان فیلیپین: فهرست تفصیلی» منتشر شد. به دنبال آن کتابچه‌ها و فهرست‌های مختلف، و در نهایت یک موقعیت حرفه‌ای پرنده‌شناسی در ناتورالیس در لیدن، جایی که او از سال ۲۰۱۲ به عنوان همکار پژوهشی مشغول به کار بود. دیکینسون انتشارات Aves Press Limited را  بنیان‌گذاری کرد و عضو کمیسیون بین‌المللی نام‌گذاری جانورشناسی است.
دیکینسون بر اساس اشتیاق مادام‌العمر خود برای پرنده‌شناسی، مشارکت‌های متعددی در طبقه‌بندی داشته است. او به همراه رنه دکر یادداشت‌های سیستماتیک دربارهٔ پرندگان آسیایی را نوشت که مجموعه‌ای از مقاله‌ها به بررسی طبقه‌بندی پرندگان آسیایی اختصاص داشت. او از سال ۲۰۱۱ ویراستار مجلهٔ کتاب‌شناسی جانورشناسی (Zoological Bibliography) است که یک مجله با دسترسی آزاد برای آرایه‌شناسی است.
در سال ۱۹۹۷، دیکینسون سردبیری چک لیست هاوارد و مور پرندگان جهان را بر عهده گرفت و در انتشار نسخه سوم در سال ۲۰۰۳ و نسخه چهارم در سال ۲۰۱۴ مشارکت داشت